# Contea di Clay (Mississippi)
La contea di Clay (in inglese Clay County) è una contea dello Stato USA del Mississippi. Il nome le è stato dato in onore di Henry Clay, famoso statista statunitense. Al censimento del 2000 la popolazione era di 51 229 abitanti. Il suo capoluogo è West Point.

## Geografia fisica
L'U.S. Census Bureau certifica che l'estensione della contea è di 1077 km², di cui 1058 km² composti da terra e 19 km² composti di acqua.

## Infrastrutture e trasporti

### Strade
- U.S. Highway 45
- Mississippi Highway 25
- Mississippi Highway 46
- Mississippi Highway 47
- Mississippi Highway 50

## Contee confinanti
- Contea di Chickasaw, Mississippi - nord
- Contea di Monroe, Mississippi - nord-est
- Contea di Lowndes, Mississippi - sud-est
- Contea di Oktibbeha, Mississippi - sud
- Contea di Webster, Mississippi - ovest

## Storia
La Contea di Clay venne costituita il 12 maggio 1871.

## Città
- West Point